# Dave Frishberg
Dave Frishberg (Saint Paul, 1933. március 23. – Portland, 2021. november 17.) amerikai dzsesszzongorista, énekes, dalszerző. Dalait Blossom Dearie, Rosemary Clooney, Shirley Horn, Anita O’Day, Michael Feinstein, Irene Kral, Diana Krall, Rebecca Kilgore, Stacey Kent, Bette Midler, John Pizzarelli, Mel Tormé adta elő.

## Pályafutása
Gyerekkorában Pete Johnson és Jay McShann lemezeit hallgatva felkeltette az érdeklődését a blues és a boogie-woogie. Tinédzserként a Flame in St. Paul amatőr zenekarában játszott, ahol Art Tatum, Billie Holiday és Johnny Hodges is megjelent.
1955-ben diplomát szerzett a Minnesotai Egyetem újságíró szakán, majd Frishberg két évet a légierőnél töltött.
1957-ben New Yorkba költözött, ahol zongorista lett a Greenwich Village-i Duplexben. Carmen McRae-vel, Ben Websterrel, Gene Krupa-val, Bud Freeman-nel, Eddie Condonnal, Al Cohnnal és Zoot Sims-szel dolgozva vált ismertté. Sikerei voltak saját, gyakran humoros dalaival is. A „Van Lingle Mungo” bravúros szövege teljes egészében régi baseball-játékosok neveiből áll. Szövegíróként együttműködött Johnny Mand, Alan Broadbent, Al Cohn, Blossom Dearie, David Shire, Julius Wechter, Dan Barrett, Bob Brookmeyer, Bob Dorough, Gerry Mulligan és Johnny Hodges zeneszerzőkkel.
1971-ben Los Angelesbe költözött, ahol stúdiózenészként dolgozott. 1986-ban az oregoni Portlandbe költözött.
Frishberget négyszer jelölték Grammy-díjra énekes kategóriában. 1981-ben viszont a legrosszabb eredeti dalért járó Arany Málna-díj díjazottja volt. Ő írta Burt Reynolds a Paternity komédiája Baby Talk című dala szövegét.
Frishberg híres baseballrajongó is volt, 1984 óta tagja volt a Society for American Baseball Research-nek (SABR). Megírta a Matty-t, amely egy 20. század eleji dobónagyság előtt tiszteleg.
A Play Ball és számos más baseball-dal szerepel az 1994-es Quality Time CD-n.
Frishberg 2021. november 17-én halt meg Portlandben, 88 évesen.

## Albumok
- Oklahoma Toad (1970)
- Solo And Trio (1974)
- Getting Some Fun Out of Life (1977)
- You're a Lucky Guy (1978)
- The Dave Frishberg Songbook Volume No. 1 (1981)
- The Dave Frishberg Songbook Volume No. 2 (1983)
- Live at Vine Street (1985)
- Can't Take You Nowhere (1987)
- Let's Eat Home (1990)
- Dave Frishberg Classics (1981)
- Where You At? (Sterling, 1991)
- Double Play with Jim Goodwin (1993)
- Quality Time (Sterling, 1994)
- Looking at You with Rebecca Kilgore (1994)
- Not a Care in the World with Rebecca Kilgore (1997)
- By Himself (1998)
- Who's On First? with Bob Dorough (2000)
- The Starlit Hour with Rebecca Kilgore (2001)
- Do You Miss New York? Live at Jazz at Lincoln Center (2003)
- Dave Frishberg at The Jazz Bakery: Retromania (2005)
- Why Fight the Feeling with Rebecca Kilgore (2008)
- House Concert with Karen Krog (2010)
- Jessica Molasky and Dave Frishberg at the Algonquin (2012)

## Díjak
- Négyszer jelölték Grammy-díjra